# Josef Heřman
Josef Heřman (11. července 1900 Mladá Boleslav – 17. října 1956 Hradec Králové) byl český akademický malíř, grafik, ilustrátor, karikaturista, malíř a keramik.

## Život
Josef Heřman se narodil v rodině Karla Heřmana (1872–??), úředníka lihovaru a matky Františky, rozené Musilové. Vystudoval Uměleckoprůmyslovou školu v Praze a Státní odbornou keramickou školu v Bechyni.[zdroj?] V roce 1930 se v Hradci Králové oženil s Františkou Hullovou.
Za okupace byl zapojen do protinacistického odboje. Za ilegální činnost byl v roce 1940 zatčen a vězněn v Hradci Králové, Drážďanech a v Litoměřicích, později v Golnowě a v Hamburku.

## Dílo
Byl levicově orientovaným umělcem. V roce 1954 byl např. oceněn uznáním v oboru malířství v soutěži o výzdobu Muzea Klementa Gottwalda v Praze.
V užité grafice byl tvůrcem plakátů, věnoval se úpravě písma, návrhům knižních vazeb. Též se zabýval výstavnictvím a interiérovou tvorbou.

## Výstavy
- 1957/09 – 1957/10 – Josef Heřman: Posmrtná výstava, Krajská galerie, Hradec Králové (Hradec Králové)
- 1966/10/09 – 1966/11/06 – Josef Heřman: Obrazy a kresby, Dům umělců, Hradec Králové (Hradec Králové)
- 1937/04/18 – 1937/08/31 – II. Zlínský salon, Studijní ústav, Zlín (Zlín)
- 1981 – Lidé práce, bojů a vítězství, Východočeská galerie v Pardubicích, Pardubice (Pardubice)
- 1986/7 – 1986/8 – Česká kresba ze sbírek Východočeské galerie, Východočeská galerie v Pardubicích, Pardubice (Pardubice)
- 1989/01 – 1989/02 – České moderní zátiší, výběr obrazů ze sbírek Krajské galerie v Hradci Králové a Východočeské galerie v Pardubicích, Krajská galerie, Hradec Králové (Hradec Králové)
- 1989/03 – 1989/04 – Přírůstky sbírek 1983–1988 (obrazy, plastiky), Krajská galerie, Hradec Králové (Hradec Králové)